# Nikolai Șcebeko
Nikolai Ignatievici Șcebeko (Șebeko) (în rusă Николай Игнатьевич Шебеко; n. 15 decembrie 1834 – d. 24 decembrie 1904) a fost un general de infanterie, senator și membru al Consiliul de Stat al Imperiului Rus, guvernator al Basarabiei între anii 1871 – 1879.

## Biografie
Șcebeko a studiat la Universitatea din St. Petersburg. Serviciul militar l-a început ca cadet, în noiembrie 1855 în a 4-a divizie a Regimentului cavaleresc de gardă⁠(ru)[traduceți]; în 1856 a fost ridicat la rangul de cornet, în 1859 – locotenent.
Din 1861 – colonel și aghiotant al statului major al Corpului separat de jandarmerie⁠(ru)[traduceți], din 1866, aghiotant al șefului poliției, P.A. Șuvalov.
În 1871, a fost promovat la gradul de general-maior și numit guvernator al Basarabiei.
În 1879, „în semn de recunoaștere a muncii sale speciale efectuate pentru gestionarea gubernia Basarabia, și activități utile pentru ajutorarea soldaților răniți și bolnavi în timpul ultimului război cu Turcia”, i-a fost acordat Ordinul Sfântul Vladimir de gradul 2.
În 1879–83 ani, a făcut parte din staff-ul Ministerului imperial de Interne, în 1883, a fost trimis în gubernia Voronej pentru a organiza măsuri de combatere a lăcustei.
La 6 aprilie 1887 a fost promovat la gradul de locotenent-general și numit ministru-adjunct al Afacerilor Interne, șef al poliției și comandantul unui corp special de jandarmi.
Pe 30 august 1890 a devenit senator, iar la 22 iulie 1895 – membru al Consiliului de Stat cu privire la Departamentul de Afaceri civile și religioase.
În 1900, a fost promovat la gradul de general de cavalerie.

## Familie
Din 1860 a fost căsătorit cu Maria Ivanovna Goncharova (1839-1905), fiica unui general maior I. N. Goncharov. Copiii lor:
- Nicolai (1863-1953), diplomat, ambasador în Austria-Ungaria.
- Vadim (1864-1943), general-maior, primarul Moscovei.
- Elizabeta (1861-1932), căsătorită cu L.N. Baumgarten.